# Dom Pod Skarabeuszami w Warszawie
 Dom Pod Skarabeuszami, właśc. willa Władysława i Jadwigi Malinowskich – zabytkowy budynek mieszkalny znajdujący się przy ul. Puławskiej 101 w Warszawie.

## Historia
Willa powstała w latach 1932–1934. Została zaprojektowana przez Adolfa Inatowicza-Łubiańskiego dla Władysława Malinowskiego, który w latach 1919–1920 był wiceprezydentem Warszawy. 
Na parterze znajdowały się wnętrza reprezentacyjne, a na piętrze sypialnie. Na fasadzie budynku znajduje się płycina w stylu egipskim z płaskorzeźbami sów i skarabeusza. Są to symbole korporacji Arkonia, do której w czasie studenckich należeli właściciel domu i architekt.
Po 1945 wnętrza willi zostały przebudowane. W 2013 została ona wpisana do rejestru zabytków.